# Остров (Гомельский район)
Остров (бел. Востраў) — посёлок в Поколюбичском сельсовете Гомельского района Гомельской области Республики Беларусь.

## География

### Расположение
В 9 км на север от Гомеля.

## Транспортная сеть
Автодорога связывает деревню с Гомелем. Планировка состоит из прямолинейной и криволинейной улиц, застроенных преимущественно двусторонне деревянными домами усадебного типа.

## История
Основан в начале XX века переселенцами из соседних деревень. В 1926 году в Лопатинском сельсовете Гомельского района Гомельского округа. В 1931 году жители вступили в колхоз. В 1962 году к посёлку присоединён посёлок Новики. В составе коллективно-долевого хозяйства «Лопатинское» (центр — деревня Лопатино).

## Население

### Численность
- 2004 год — 87 хозяйств, 237 жителей.

### Динамика
- 1926 год — 24 двора, 133 жителя.
- 1959 год — 205 жителей (согласно переписи).
- 2004 год — 87 хозяйств, 237 жителей.